# Achim Burkart

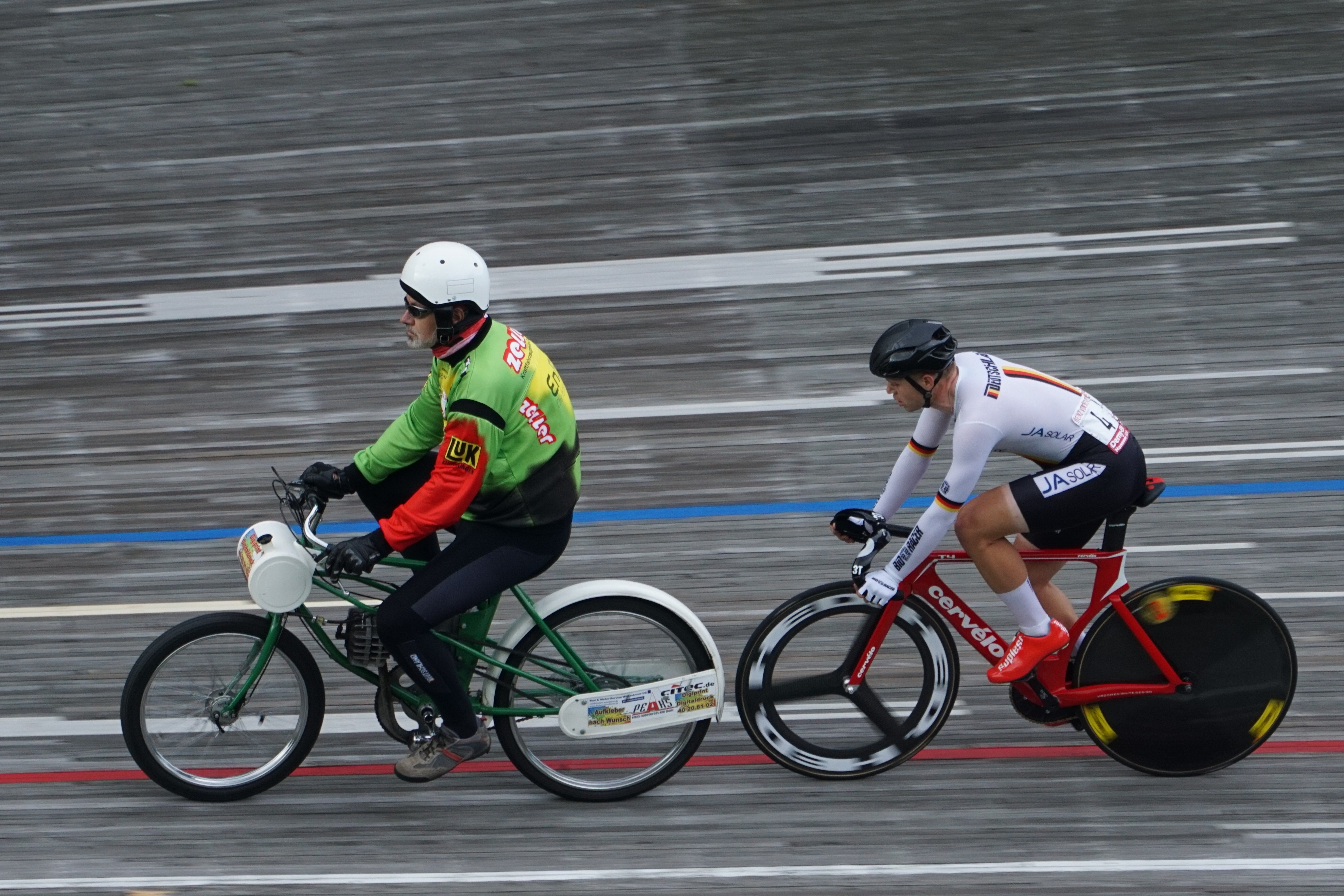
Burkart bei den Derny-Europameisterschaften 2017 hinter Schrittmacher Christian Ertel

Achim Burkart (* 30. Juni 1992 in Bühl) ist ein ehemaliger deutscher Radsportler.

## Sportliche Laufbahn
2010 wurde Achim Burkart deutscher Vize-Meister der Junioren im Straßenrennen. Auf der Bahn wurde er ebenfalls Vize-Meister, in der Mannschaftsverfolgung, gemeinsam mit Fabian Ederle, Kersten Thiele und Sören Seip. Im Zweier-Mannschaftsfahren belegte er mit Thiele Rang drei.
2014 belegte Burkart bei den deutschen Bahnmeisterschaften in Cottbus Platz zwei im Punktefahren der Elite. Bei der UEC-Derny-Europameisterschaften in Kopenhagen wurde er Vize-Europameister hinter Schrittmacher Peter Bäuerlein.
Bei den Deutschen Meisterschaften im Bahnradsport 2016 in Cottbus wurde Achim Burkart gemeinsam mit Nico Heßlich deutscher Meister im Zweier-Mannschaftsfahren. Außerdem wurde er hinter Schrittmacher Christian Ertel erstmals deutscher Derny-Meister. Im Jahr darauf verteidigte er zunächst seinen Titel als deutscher Derny-Meister und wurde anschließend auch Europameister. Burkart und Ertel waren somit die ersten deutschen Derny-Europameister seit Einführung des Wettbewerbs. 2018 gewann er zum dritten Mal in Folge den Titel bei der deutschen Derny-Meisterschaft und gewann die Bronzemedaille bei der Europameisterschaft.
2019 wurde Achim Burkart gemeinsam mit Schrittmacher Ertel zum zweiten Mal Europameister im Dernyrennen. Nachdem er im selben Jahr zum vierten Mal in Folge deutscher Derny-Meister geworden war, erklärte er seinen Rücktritt vom Radsport.

## Erfolge
2014
- Europameisterschaft - Derny (hinter Peter Bäuerlein)

2016
- Deutscher Meister - Zweier-Mannschaftsfahren (mit Nico Heßlich), Derny (hinter Christian Ertel)

2017
- Europameister - Derny (hinter Christian Ertel)
- Deutscher Meister - Derny (hinter Christian Ertel)

2018
- Deutscher Meister - Derny (hinter Christian Ertel)
- Europameisterschaft - Derny (hinter Christian Ertel)

2019
- Derny-Europameister - Derny (hinter Christian Ertel)
- Deutscher Meister - Derny (hinter Christian Ertel)

## Teams
- 2012 Team Specialized Concept Store